# Amphiuridae
De Amphiuridae zijn een familie van slangsterren uit de orde Amphilepidida.

## Geslachten
- Acrocnida Gislén, 1926
- Amphichondrius Nielsen, 1932
- Amphicontus Hill, 1940
- Amphilimna Verrill, 1899
- Amphiodia Verrill, 1899
  - = Gymnodia Fell, 1962
- Amphiomya H.L. Clark, 1939
- Amphioncus Clark, 1939
- Amphioplus Verrill, 1899
  - = Unioplus Fell, 1962
- Amphipholis Ljungman, 1866
- Amphipholizona Clark, 1915
- Amphistigma H.L. Clark, 1938
- Amphiura Forbes, 1843
  - = Ctenamphiura Verrill, 1899
  - = Amphinephthys Fell, 1962
- Dougaloplus A.M. Clark, 1970
- Microphiopholis Turner, 1985
- Nannophiura Mortensen, 1933
- Nudamphiura Tommasi, 1965
- Ophiocentrus Ljungman, 1867
- Ophiocnida Lyman, 1865
- Ophiodaphne Koehler, 1930
- Ophiomonas Djakonov, 1952
- Ophionephthys Lütken, 1869
- Ophiophragmus Lyman, 1865
- Ophiosphaera Brock, 1888
- Ophiostigma Lütken, 1856
- Paracrocnida Mortensen, 1940
- Paramphichondrius Guille & Wolff, 1984
- Paramphiura Koehler, 1895
- Triplodia Turner & Hallan, 2011
- † Deckersamphiura Jagt, 2000
- † Xanthamphiura Hess, 1970

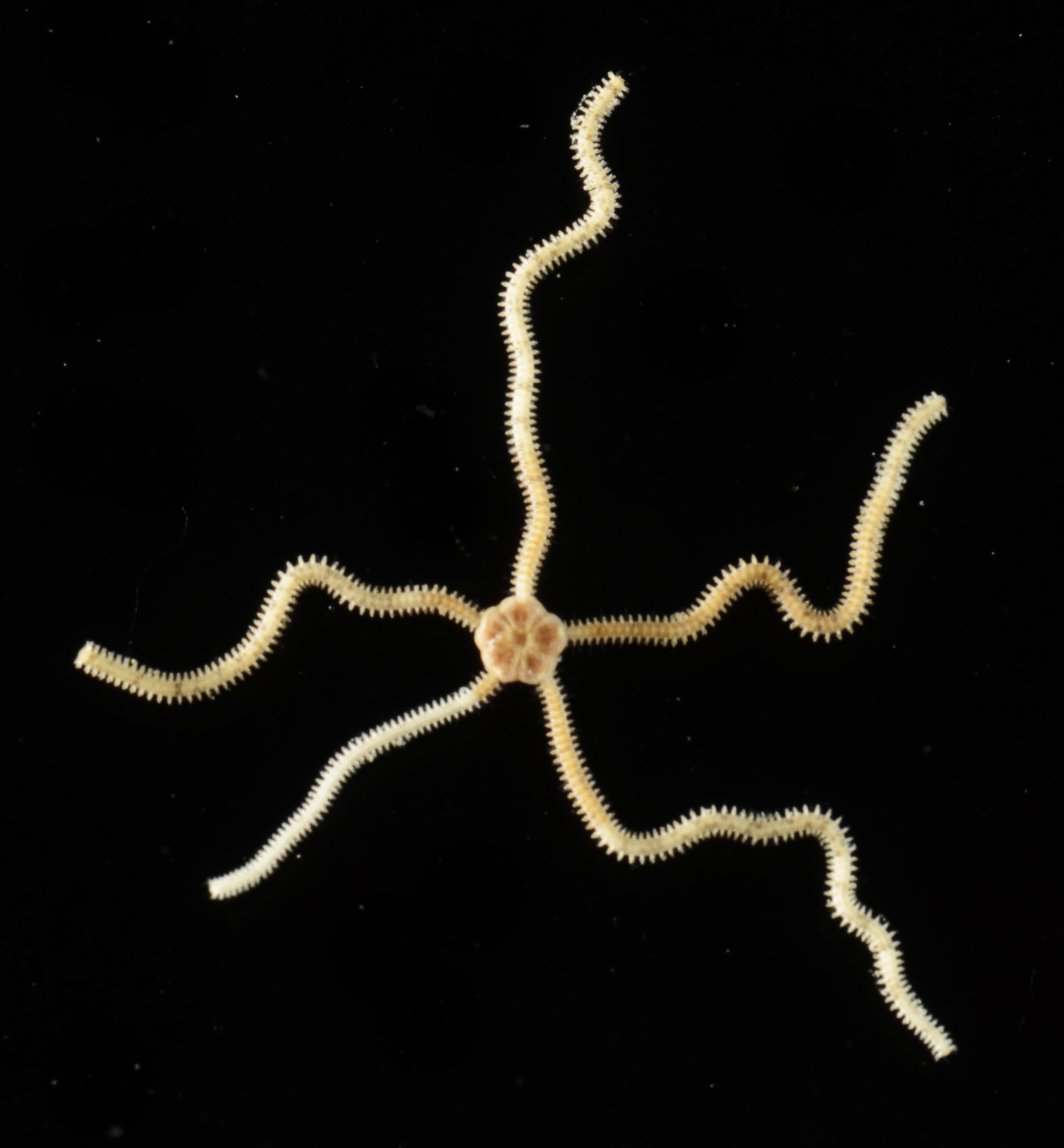
Amphiodia pulchella
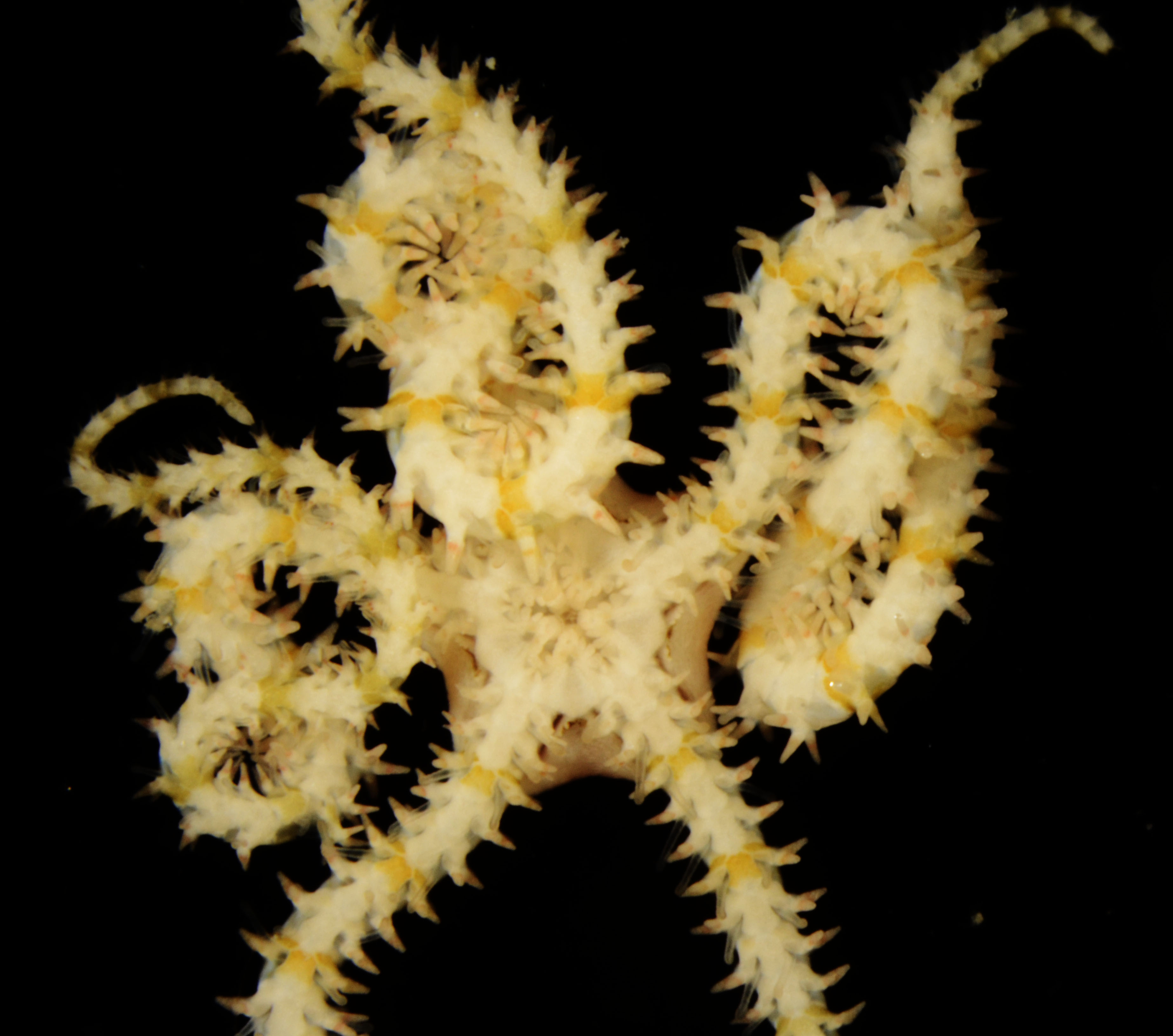
Amphioplus thrombodes